# Punkt dystrybucyjny
Punkt dystrybucyjny – jest to centralne miejsce, od którego wychodzi poziome i pionowe okablowanie miedziane z danego obszaru i wyposażone jest w odpowiednie urządzenia. W sieci komputerowej punkt dystrybucyjny stanowi zazwyczaj szafa 19", w prosty sposób umożliwiająca konfigurację posiadanych zasobów i zarządzanie nimi z jednego miejsca. 

## Rodzaje punktów dystrybucyjnych
Punkty dystrybucyjne można podzielić ze względu na obszary, które obsługują:
- główny/centralny – obsługuje grupę budynków w wielkich kompleksach (np. szpitale);
- budynkowy – obejmujący jeden cały budynek;
- piętrowy – w wielopiętrowych budynkach istnieje często konieczność instalowania Punktów Dystrybucyjnych na poszczególnych piętrach,